# Steve Gaines (Musiker)
Steven Earl Gaines (* 14. September 1949 in Miami, Oklahoma; † 20. Oktober 1977 bei Gillsburg, Mississippi) war ein US-amerikanischer Gitarrist. Am bekanntesten ist er durch sein Schaffen mit der Southern-Rock-Band Lynyrd Skynyrd.

## Frühe Karriere
Nachdem Gaines als Jugendlicher ein Konzert der Beatles besuchte, begann er Gitarre zu spielen. Seine erste Band, The Ravens, machte ihre ersten Aufnahmen in den berühmten Sun Records Studios in Memphis. Später in den 1970er Jahren spielte er in den Bands RIO Smokehouse, Rusty Day, Detroit und Crawdad. Außerdem nahm er gemeinsam mit seinem Freund und Produzent John Ryan und Musikern von Crawdad 1975 in Macon, Georgia einige Lieder auf, welche 1988 durch MCA Records posthum auf seinem einzigen Soloalbum One in the Sun veröffentlicht wurden.

## Lynyrd Skynyrd
Im Jahre 1976 wurde Steves Schwester Cassie Gaines ein Teil der Backgroundsängerinnen, den Honkettes. In dieser Zeit suchte die Band auch nach einem Nachfolger für den 1975 während der Torture Tour ausgestiegenen Ed King. Cassie Gaines empfahl ihren Bruder; nach anfänglichem Unwillen seitens der Band stimmten sie einem Gastspiel bei einem Konzert zu. Nach einem Monat wurde er zu einem festen Mitglied der Band, noch vor der Aufnahme des Live-Albums One More from the Road.
Gaines’ Fähigkeiten als Gitarrist wurden auf dem 1977 veröffentlichten Album Street Survivors deutlich, dieses zählt mit zu den erfolgreichsten Alben der Band. Es war das erste Top-5-Album der Gruppe und erreichte zehn Tage nach der Veröffentlichung bereits Gold-Status. Es übertraf den 1976er Vorgänger Gimme Back My Bullets deutlich, der nur in den Top-20-Albumcharts gelangte.
Eine Rolle spielte hierbei sicherlich der Flugzeugabsturz kurz nach dem offiziellen Albumrelease und das darauf folgende Medienecho: Drei Tage nach der Veröffentlichung des Albums, am 20. Oktober 1977, stürzte das von der Band gecharterte Flugzeug – eine Convair CV 300 – bei einem Flug zwischen Greenville und Baton Rouge nahe Gillsburg ab. Steve Gaines starb im Alter von 28 Jahren. Weiterhin kamen seine Schwester Cassie sowie der Sänger Ronnie Van Zant, der Roadmanager Dean Kilpatrick und die Piloten Walter McCreary und William Gray ums Leben.

## Nach seinem Tod
Steve Gaines’ Asche wurde im Oktober 1977 in Orange Park, Florida beigesetzt. Jedoch wurde seine und Ronnie Van Zants Urne im Jahre 2000 an einen unbekannten Ort umgebettet, nachdem Randalierer in die Grabmale der beiden eingebrochen waren. Diese stehen weiterhin als Pilgerort für Fans an den alten Plätzen.
Gaines wurde 2001 mit einem Lied der Alternative-Country-Band Drive-By Truckers gewürdigt: Cassie’s Brother.